# Everett True

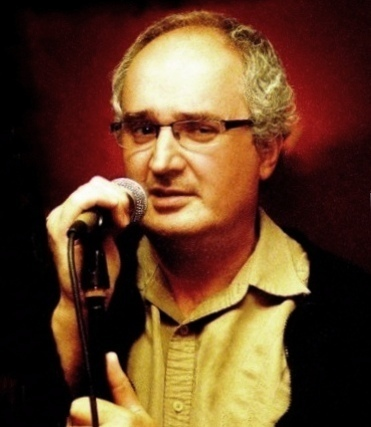
Everett True em 2007

Jerry Thackray, mais conhecido como Everett True (nascido em 1961), é um jornalista de música britânico, que cresceu em Chelmsford, Essex. Tornou-se interessado no rock depois de ouvir The Residents, e formou uma banda com amigos da escola.

## Discografia

### The Legend!

#### Singles
- "'73 in '83" (1983)
- "Destroys the Blues" (1984)
- "Talk Open (live)" (1984)
- Everything's Coming Up Roses EP (1986)
- "The Ballad" (1987)
- "Step Aside" (1988)
- "Breakfast In Bed" (1990)
- "Do Nuts" (1991)
- The Legend! Sings The Songs Of Daniel Treacy (2005)

#### Álbums
- Some of us Still Burn (mini-LP) (1985)
- Everett True Connection (2001)